# Marco Fu
Marco Fu (čínsky: 傅家俊;* 8. leden 1978 Hongkong) je hongkongský profesionální hráč snookeru.

## Kariéra
V roce 1990 se s rodiči přestěhoval z Hongkongu do kanadského Vancouveru. Po dokončení střední školy byl v roce 1996 pozván zpět k návratu do Hongkongu a dostal nabídku stát se profesionálním hráčem. Předtím, než se stal v roce 1998 profesionálem, vyhrál amatérské Mistrovství světa a Mistrovství světa do 21 let. Obojí v roce 1997. Nejvyšší breaku, 147 bodů, dosáhl poprvé v roce 2000 na Scottish Masters. Podařilo se mu to jako 39. hráči v historii. Zatím poslední perfektní hry (4. v kariéře) se mu povedlo dosáhnout 11. prosince 2015 v rámci Dafabet Gibraltar Open.

## Osobní život
V roce 2011 se oženil se svojí přítelkyní Shirley. Mají spolu dvě dcery, které se narodily v letech 2012 a 2015.

## Úspěchy
- 3 vítězství na bodovaných turnajích

2007 Grand Prix

2013 Australian Goldfields Open

2016 Scottish Open
- 6 vítězství na nebodovaných turnajích

2003 Premier League

2004 World Champions v Asia Stars Challenge

2006 Thailand Masters

2010 Championship League

2015 General Cup

2015 Gibraltar Open